# Euphorbia davidii
Euphorbia davidii är en törelväxtart som beskrevs av Rosa Subils. Euphorbia davidii ingår i släktet törlar, och familjen törelväxter. Inga underarter finns listade i Catalogue of Life.